# Семевский, Василий Иванович
Васи́лий Ива́нович Семе́вский (25 декабря 1848 [6 января 1849] — 21 сентября [4 октября] 1916) — русский историк либерально-народнического направления, доктор русской истории, профессор, автор работ по социальной истории и истории передовой общественной мысли в России XVIII — первой половины XIX вв., по истории крестьянства, основатель и редактор журнала «Голос минувшего», общественный деятель. Происходил из дворянского рода Семевских, брат историка М. И. Семевского.

## Биография

### Юность
Родился 25 декабря 1848 (6 января 1849) года в Полоцке. Василий рано лишился родителей, его воспитанием и образованием занимался старший брат — известный историк Михаил Иванович Семевский (1837—1892). Кроме Михаила Василий имел ещё трёх братьев — Александра, Петра, Георгия и сестру Софью. Брат Александр был женат на сестре М. В. Петрашевского — Александре Васильевне. Учился с 1859 по 1863 годы во Втором кадетском корпусе, а затем в 1-й петербургской гимназии, которую кончил в 1866 году с золотой медалью. По окончании гимназии поступил в Санкт-петербургскую медико-хирургическую академию, где обучался в течение двух лет. После этого поступил на историко-филологический факультет Петербургского университета, который окончил в 1872 году. В университете определились научные интересы Василия: история русского крестьянства XVIII—XIX века.
Отношения между братьями никогда не были ровными, давала о себе знать разница в возрасте и темпераменте. Михаил на правах старшего покровительственно относился к младшему и при этом зачастую бывал резок, несправедлив к более мягкому, деликатному Василию. При этом на формирование интересов Василия самым непосредственным образом сказались профессиональные интересы старшего брата. Неудивительно, что первые статьи молодого учёного появилась в журнале М. И. Семевского «Русская старина»: «Литература Екатерининского юбилея», «Княгиня Екатерина Романовна Дашкова» (обе 1874 год), «Крепостные крестьяне при Екатерине II», (1876 год), «Александр Григорьевич Ильинский», (1878 год).

### Научная карьера
В 1881 году в VIII томе «Записок» историко-филологического факультета Петербургского университета была представлена магистерская диссертация «Крестьяне при Екатерине II», которую ему удалось защитить только в Московском университете, поскольку профессор Петербургского университета К. Н. Бестужев-Рюмин препятствовал в постановке на защиту его диссертации.
И всё же с 1882 года он начинает читать лекционный материал в Санкт-Петербургском университете в качестве приват-доцента (им были читан курс русской истории). В 1886 году он был отстранён от преподавания на кафедре по причине т. н. «вредного направления». Распоряжение на отстранение Семевского отдал министр народного просвещения И. Д. Делянов с подачи К. Н. Бестужева-Рюмина. В условиях реакции 80-х годов пробуждение интереса студентов к серьёзному изучению судеб русского крестьянства и к социально-экономическим условиям его жизни считалось неуместным. Отныне историк был обречён на кабинетную деятельность, а со студентами вынужден был заниматься исключительно на дому.
В 1889 году опять-таки в Московском университете он защищает докторскую диссертацию по русской истории: «Крестьянский вопрос в XVIII и первой половине XIX века». Здесь Семевским были рассмотрены большинство существенно важных проектов раскрепощения крестьян, высказывавшиеся и подготавливавшиеся В. В. Голицыным, Петром Первым, В. Н. Татищевым, Екатериной II, Александром I, Николаем I, декабристами и другими просвещенными людьми того времени. Он проанализировал конкретные меры и законопроекты по изменению положения крестьян, деятельность Вольного экономического общества, а также целого ряда комиссий, изучавших крестьянский вопрос. Показал деятельность секретных комитетов, занимавшихся крестьянским вопросом при Николае I, отражение крестьянского вопроса в русской литературе и науке, в деятельности революционных обществ. Он затронул и другой очень важный аспект проблемы: формы протеста крестьян против угнетения — побеги, поджоги, насилие над помещиками и т. д.
За эту работу он был награждён Академией наук Уваровской премией, а Вольное экономическое общество представило его к большой золотой медали.

### Значение трудов В. И. Семевского
В русской исторической науке до Семевского история крестьянства отдельно никем не рассматривалась. Семевский делает следующее заключение: теоретическая основа раскрепощения крестьянства была выработана лучшими представителями передовой русской интеллигенции; программа освобождения крестьян, выдвинутая русской интеллигенцией, позднее сделалась и правительственной программой, хотя бы и с существенными оговорками, так крестьянам не была сохранена вся та земля, которая была им предоставлена помещиками в пользование.
С точки зрения марксистов, Семевский идеализировал крестьянскую общину, неправильно объяснял причины отмены крепостного права и т. п.
Историки немарксисстского толка сходятся в том, что Семевский изучал историю крестьянства и освободительного движения в России с демократических позиций, с привлечением огромного фактического материала, не делая широких обобщений и считая, что объективное изложение фактов само по себе приводит к правильным выводам. Труды его сохраняют значение в качестве свода большого и достоверного фактического материала.

### Журналист, путешественник и общественный деятель
В 1880—1890 годы помимо «Русской старины» Семевский много сотрудничал в «Отечественных записках», «Устоях», «Русской мысли», «Вестнике Европы», «Русских ведомостях», «Историческом обозрении».
В 1886 году умирает известный педагог и детский писатель В. И. Водовозов. Семевский был его учеником и другом. Спустя два года он женится на его вдове — Елизавете Николаевне Водовозовой (рожд. Цевловской) известной шестидесятнице, также детской писательнице и педагоге. Она переживёт обоих мужей и свою совместную жизнь с В. И. Водовозовым и с В. И. Семевским опишет позднее в мемуарной книге «На заре жизни», а также в отдельных мемуарных очерках.
В 1891 году Семевский по инициативе Иннокентия Сибирякова предпринял путешествие по Сибири для знакомства с местными архивами. Помимо архивных данных его интересовало также современное положение рабочих на золотых приисках Якутии, и ему удалось собрать массу фактического материала для своего исследования «Рабочие на сибирских золотых промыслах», которое появилось на страницах «Русской мысли» в 1893 — 1894 годах и в окончательном виде в 1898 году. За эту работу учёный был удостоен Самаринской премии.
В 1890-х годах Семевский принимает участие в деятельности Исторического общества при Петербургском университете, созданного профессором Н. И. Кареевым, чьи заседания также проходили на историко-филологическом факультете, в них принимали участие А. С. Лаппо-Данилевский, И. В. Лучицкий, Н. П. Павлов-Сильванский, Е. В. Тарле, Б. Д. Греков. С 1894 по 1896 год Семевский был заместителем председателя этого общества.
Семевский — автор статей в ЭСБЕ о декабристах: И. Д. Якушкине, С. П. Трубецком, Н. И. Тургеневе, В. И. Штейнгале, а также о М. М. Сперанском, Н. А. Спешневе, Фурье и фурьеризме и т. д.
Василий Иванович — активный участник многочисленных обществ петербургской интеллигенции. С 1880 года он состоял членом Общества любителей российской словесности, с 1895 года — член Вольного экономического общества. С этого же года он стал секретарём отдела для содействия самообразованию в комитете педагогического музея военно-учебных заведений. Он был также членом правления Литературного фонда.
В 1892 году скоропостижно скончался старший брат Василия — Михаил. Близкие Василия Ивановича предполагали, что старейший исторический журнал «Русская старина» перейдёт по наследству ему, однако окружение Михаила Ивановича распорядилось иначе: журналом завладели иные люди. Правда, Василий к этому времени давно отдалился от консервативного предприятия своего брата и печатался исключительно в радикальных, народнических или либеральных изданиях.

### Последние годы

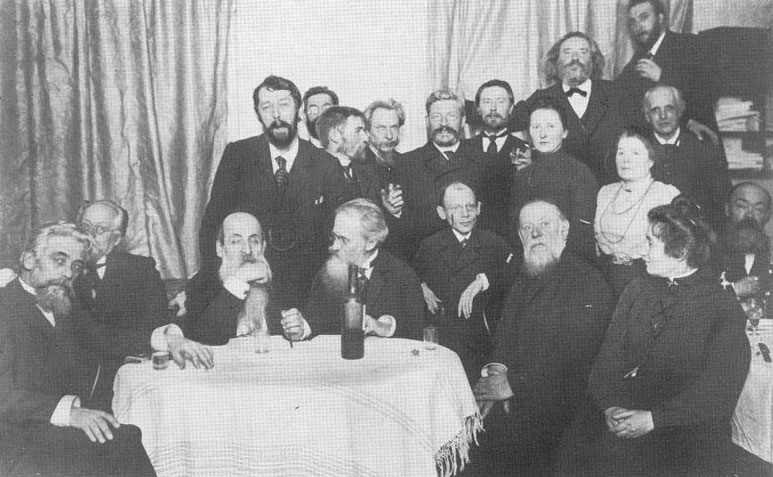
«Русское богатство», 1903 г. Семевский стоит сзади четвёртый слева между А. В. Пешехоновым и П. Н. Милюковым.

С начала первой русской революции его общественная деятельность ещё более активизируется. Он вступает в Союз освобождения, оказывается делегатом II-го съезда этого либерального движения (20-22 октября 1904 года, Петербург); принимает участие в акциях протеста петербургской интеллигенции против репрессивных мер правительства. Как и другие участники депутаций к правительству накануне 9 января 1905 года, он арестовывается и на две недели заключается в Петропавловскую крепость. С этого года он — председатель Комитета помощи освобождённым узникам Шлиссельбургской крепости (Шлиссельбургского комитета), чьи обращения совместно с Н. Ф. Анненским и В. Я. Богучарским он публиковал на страницах журнала «Былое», и член Комитета по оказанию помощи политссыльным.
К этому времени Семевский идеологически давно примкнул к либерально-народническому «Русскому богатству», много и охотно печатается в «Былом» и «Минувших годах» В. Я. Богучарского и П. Е. Щёголева — журналах, специализировавшихся на истории освободительного движения. В 1906 году он стал одним из создателей партии народных социалистов (иначе говоря, Трудовой народно-социалистической партии, «энесы» или просто «трудовики») и членом её ЦК.
С наступлением новой реакции «Былое» и пришедшие ему на смену «Минувшие годы» были закрыты правительством. В. И. Семевского не оставляет мечта возглавить собственный исторический журнал по примеру своего старшего брата. Эта мечта смогла осуществиться только в 1913 году, когда начал выходить их совместный с С. П. Мельгуновым ежемесячник «Голос минувшего». Журнал этот оставил заметный след в отечественной историографии, правда Василию Ивановичу удалось в нём потрудиться немногим более двух с половиной лет — осенью 1916 года он умирает.

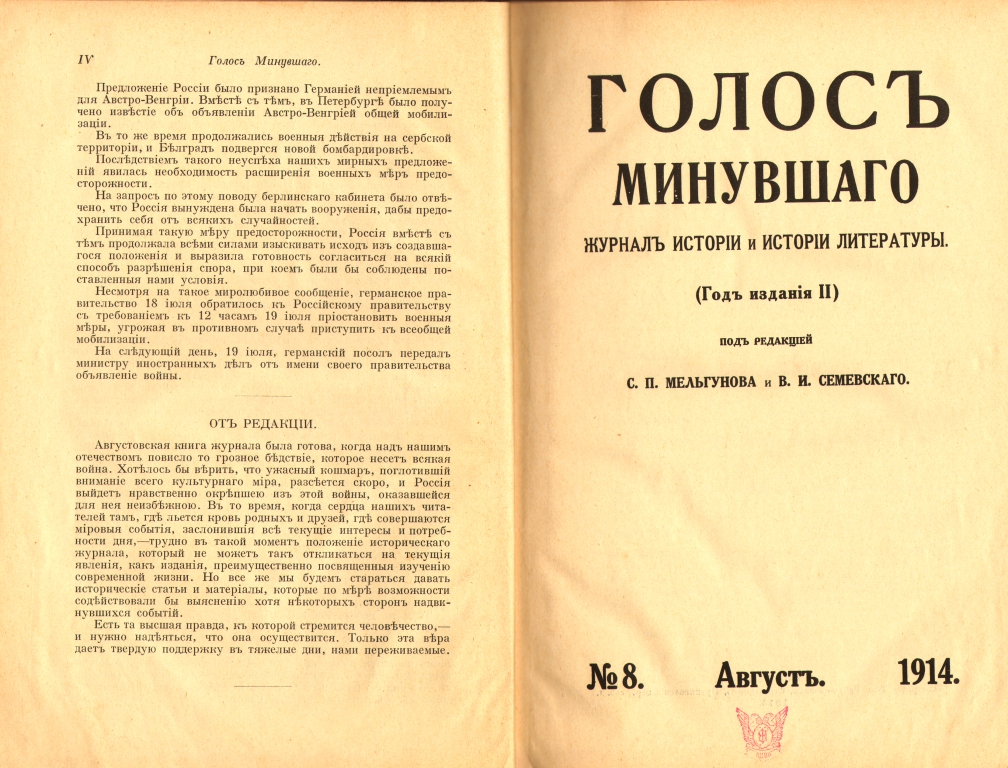
«Голос минувшего» в начале войны

Журнал под редакцией Мельгунова продолжает выходить с перерывами все революционные годы и далее вплоть до НЭПа, уже в Советской России, пока не закрылся окончательно в 1923 году. С эмиграцией Мельгунова он продолжился за границей: «Голос минувшего на чужой стороне» (с 1926 года).
Похоронен Василий Иванович Семевский в Петрограде на Литераторских мостках Волковского кладбища. Журнал «Голос минувшего» в октябрьском номере 1916 года перепечатал все отклики на смерть Василия Ивановича, появившиеся в русской печати.
- С. П. Мельгунов. — Голос минувшего, 1916, сентябрь;
- С. П. Мельгунов. — Историк-гражданин. — Голос минувшего, 1916, октябрь;
- А. М. Горький. — Летопись, 1916, октябрь;
- Л. Ф. Пантелеев. — Памяти В. И. Семевского. — Голос минувшего, 1917, сентябрь-октябрь;
- С. Г. Сватиков. — Памяти В. И. Семевского. 1848—1916. — Ежемесячный журнал, 1916, сентябрь-октябрь.
- А. А. Корнилов — Василий Иванович Семевский и его исторические труды. — Вестник Европы. 1916, ноябрь;

## Библиография книг

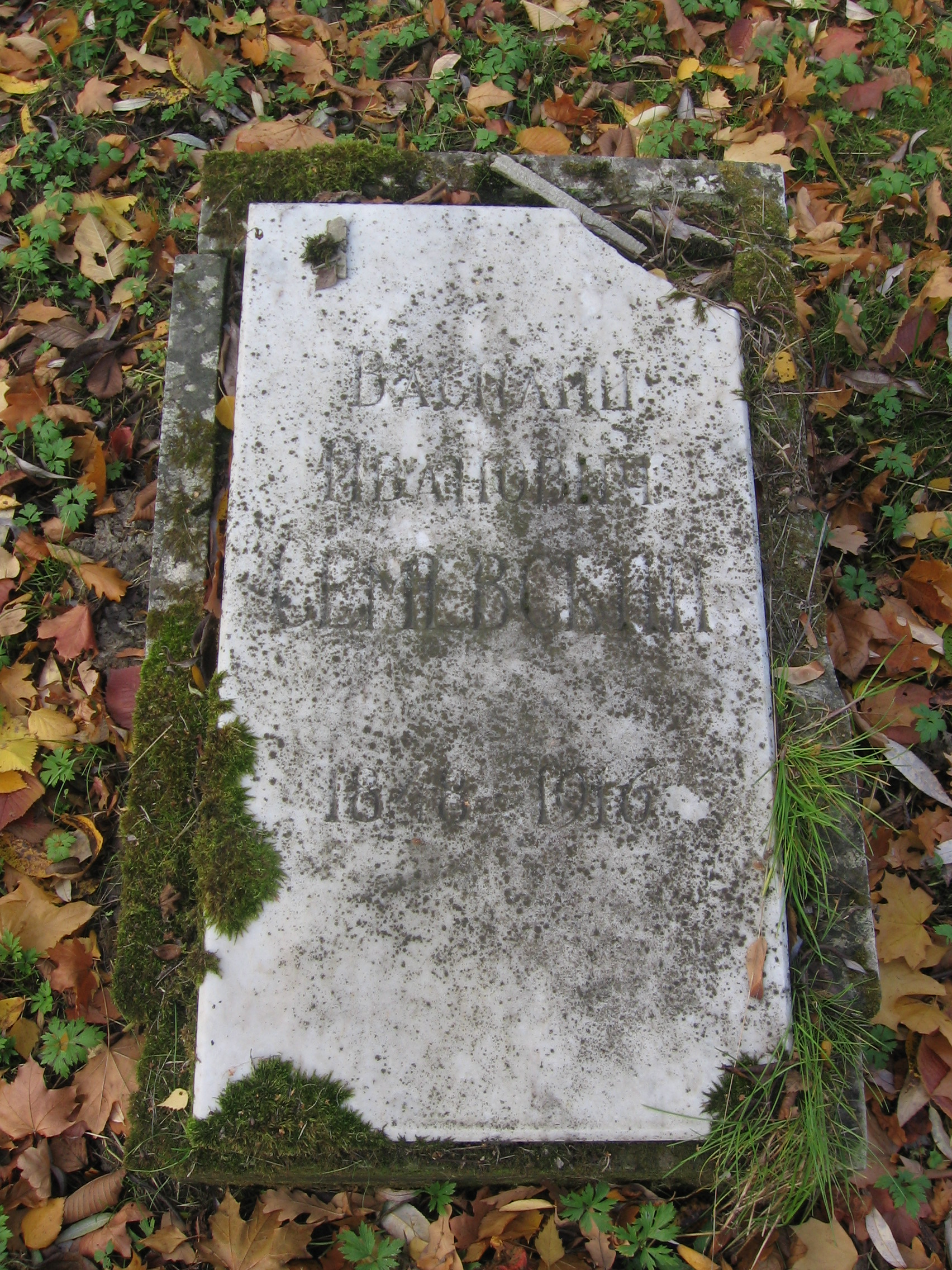
Надгробие В. И. Семевского на Литераторских мостках